# Weesen (Südheide)

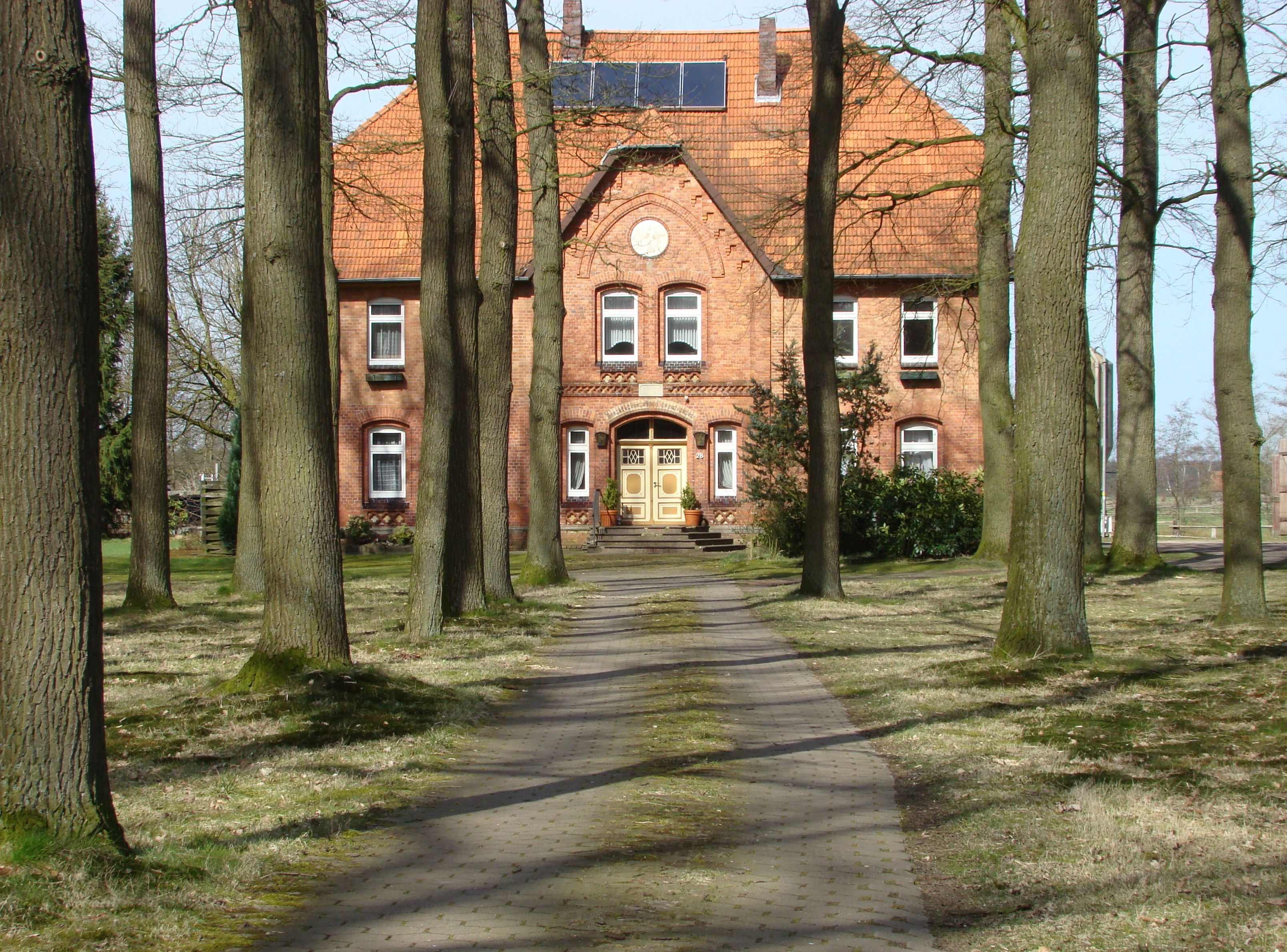
Wohnhaus des Rittergutes Weesen

Weesen ist eine zur Gemeinde Südheide gehörende Ortschaft im nördlichen Landkreis Celle in Niedersachsen. Der Ort liegt im Naturpark Südheide, in der Lüneburger Heide, etwa 1 km östlich vom Kernort Hermannsburg entfernt und hat rund 520 Einwohner. Durch den Ort fließt der Weesener Bach, dessen Lauf 1999 unter Naturschutz gestellt wurde. Auf fast allen Bauernhöfen stehen noch alte Treppenspeicher aus dem 19. Jahrhundert.

## Geschichte
Am 1. Januar 1973 wurde Weesen in die Gemeinde Hermannsburg eingegliedert. Ein Teil wurde nach Unterlüß umgegliedert. Bis dahin zählte Weesen zu den flächenmäßig größten Gemeinden Niedersachsens. 

## Politik
Mit der Fusion von Hermannsburg mit der Nachbargemeinde Unterlüß zum 1. Januar 2015 kam der Ort zur Gemeinde Südheide.

### Ortsrat
Der Ortsrat von Weesen besteht aus fünf Ortsratsmitgliedern. Bei der Kommunalwahl 2021 ergab sich folgende Sitzverteilung:
- Wählergemeinschaft Weesen: 5 Sitze

## Bahnhof Weesen

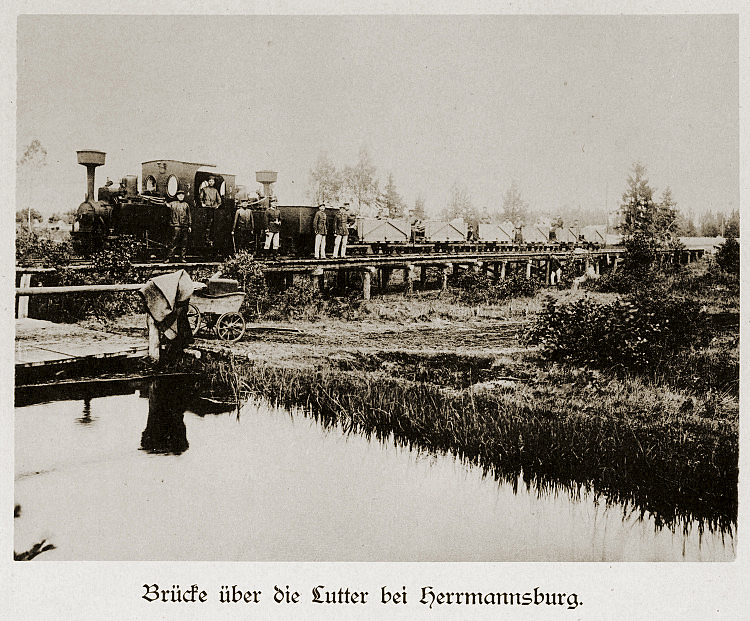
Brücke über den Weesener Bach (auch „Lutter“ genannt)

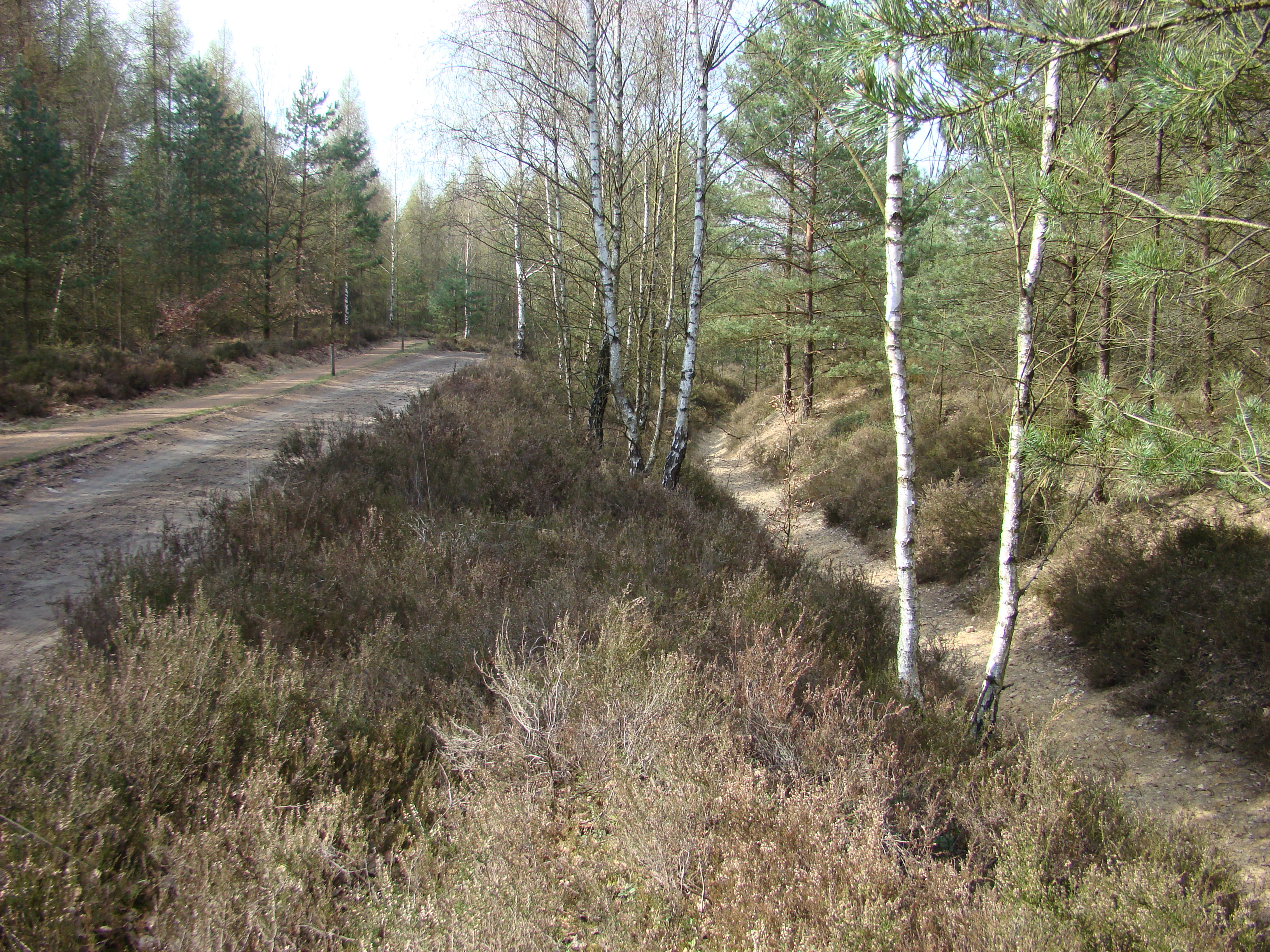
Am „Citronenberg“, rechts neben dem Fahrweg, ist die Trasse der Schmalspurbahn heute noch zu sehen

1892 wurde im Rahmen der Feldbahnübung Uelzen–Celle eine Bahntrasse in einer Länge von rund 70 km  für eine Schmalspurbahn von Uelzen über Weesen nach Celle gebaut. Der Zweck der Übung war, zu erkunden, wie man im Kriegsfall Material mit einer Schmalspurbahn schnellstmöglich an die Front transportieren kann. Der Bautrupp bestand aus vier preußischen, einer bayrischen und vier Reservisten-Kompanien. Man wählte gerade diese Strecke, weil sie wenige Hindernisse aufwies und die Heidegegend abgeschieden lag. 
Der Chef des Generalstabs des Heeres, Generalleutnant Alfred Graf von Schlieffen, inspizierte die Arbeiten. Vom 28. Juli bis 12. August 1892 lief der regelmäßige Betrieb auf der Feldbahn. Es verkehrten täglich 14 Züge in jeder Richtung. Am 30. Juli brach ein Waldbrand aus und sorgte für eine größere Störung. 
Zum Abbau der Feldbahn trafen am 8. August 1892 insgesamt 372 Mannschaftsdienstgrade, 48 Unteroffiziere und 20 Offiziere ein. Am 22. September 1892 wurden die Arbeiten beendet.
In Weesen deutet nichts mehr auf die frühere Existenz dieser Strecke hin, lediglich wird ein Straßenabschnitt noch „Bahnhof“ genannt. In der Nähe des Hofs Severloh, östlich des Bornriethmoors, ist am Citronenberg der Bahnverlauf als Längsgraben noch zu erkennen.

## Naturschutzfreunde Weesen e. V.
Am 4. Februar 1984 wurde der Verein „Naturschutzfreunde Weesen e. V.“ als Gemeinschaft Weesener Bürger gegen das maschinelle Räumen des Weesener Baches gegründet. Durch den zuvor eingesetzten Raupenbagger wurde der Bach vertieft und es entstanden enorme ökologische Schäden am Gewässer, die teilweise bis heute fortwirken.
Der Zweck des Vereins ist insbesondere der Schutz und die Pflege des Baches im Bereich der Gemarkung Weesen. Dieses Ziel soll durch die schonende Handräumung, die Anpflanzung von Erlen, das Öffnen von Seitengräben und das Einbringen von Kies erreicht werden. Darüber hinaus ist die Pflege von Landschaft, Natur und Heimat wesentliche Vereinsaufgabe.
Seit der Gründung hat der Verein auch eine Vielzahl anderer Aktivitäten und ein intensives Eigenleben entwickelt:

### Anpflanzungen und Vogelschutz
Mitte der 1980er-Jahre wurde vom Land Niedersachsen über die unteren Naturschutzbehörden ein Programm zur Heckenpflanzung in der Feldmark aufgelegt. Der Verein nahm dieses Programm an und pflanzte in Absprache mit dem Landkreis Celle, der Gemeinde Hermannsburg und den Landwirten zahlreiche Gehölze entlang der Feldwege an.
Neben dem Windschutz für Äcker gegen Erosion hat auch das Niederwild (z. B. Rebhühner) wieder Schutzbereiche durch diese Hecken gefunden. Im Übrigen sind sie für Einheimische wie für Gäste ein schöner Blickfang.
Innerorts wie auch außerhalb der Ortschaft wurden Alleen, insbesondere mit Linden, Rotdorn und Ebereschen, teilweise auch mit Obstbäumen angepflanzt. Finanziert wurden diese Maßnahmen sowohl vom Verein als auch durch Fördermittel des Landkreises.
Eine besondere Pflanzung und Schutzmaßnahme stellt die Streuobstwiese dar. Im Jahre 1992 wurde ein 0,75 ha großer Acker in der Verlängerung des Fahrweges angepachtet und vom Verein mit alten Obstsorten bepflanzt. Besonders Insekten aller Art und zahlreiche Vogelarten können sich hier geschützt entwickeln.
Seit etlichen Jahren ist auch der Kies- und Sandabbau am Hundsberg untersagt. Die Gemeinde Hermannsburg verpachtete das Gelände 2007 an die Weesener Naturschutzfreunde, die mit Heckenpflanzungen das Areal einfriedeten. Die Rundumbepflanzung des kleinen Hügels bietet nun einen „malerischen“ Anblick.
Mit Vereinsgeld und großem Arbeitsaufwand wurden vom Verein bisher über 1.000 Nistkästen, darunter auch je 10 Eulen- und Fledermauskästen, rund um Weesen aufgehängt, die jährlich im Winter gereinigt werden. Über die Belegung der Kästen wird Buch geführt.

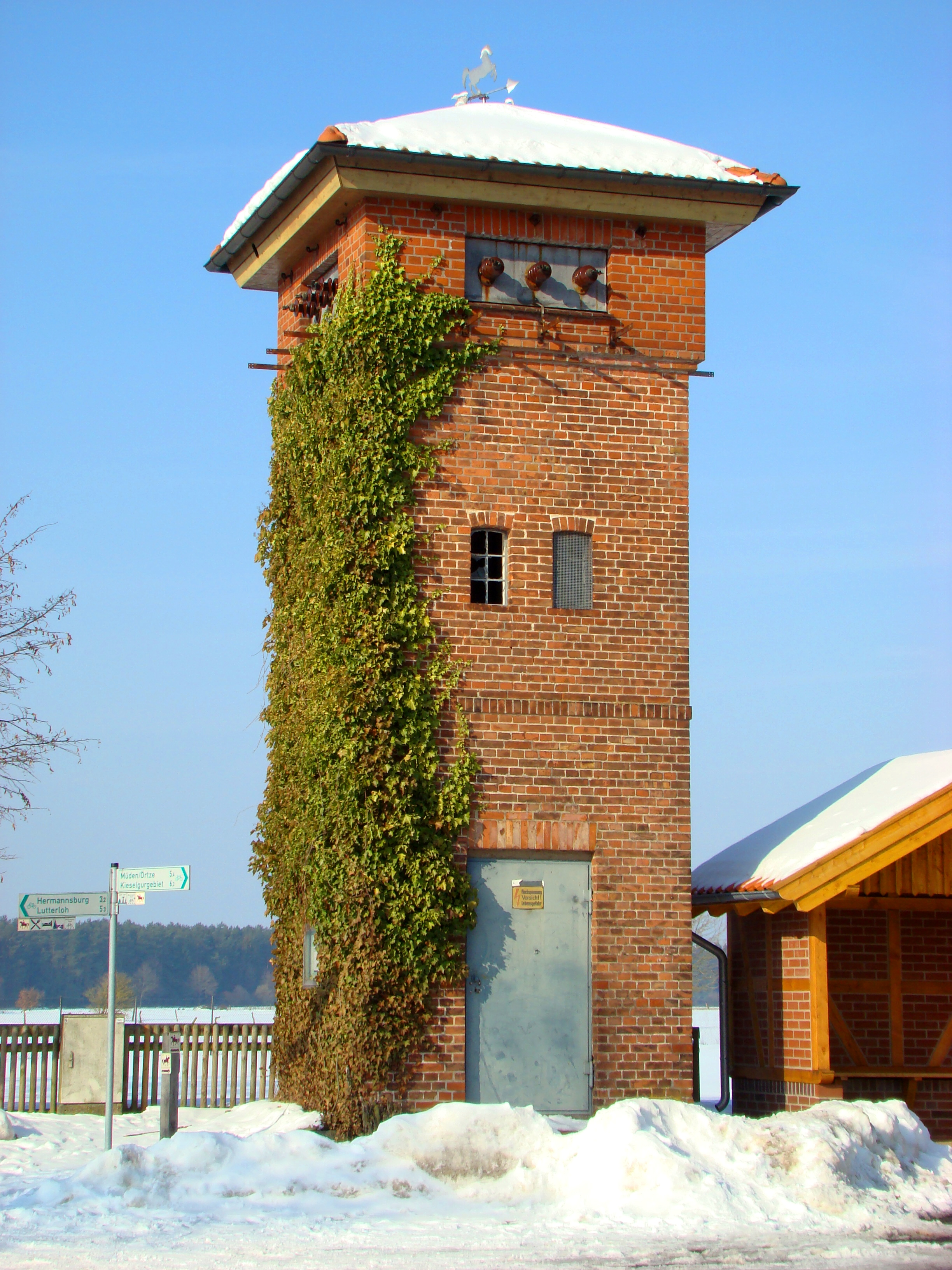
Das ehemalige Transformatorenhaus

### Rettung Transformatorenhaus
Ein Relikt aus den Anfängen der Elektrifizierung ist die Transformatorenstation am Sportplatz. Diese etwa 1914 errichtete Anlage sollte 1991 abgerissen werden. Die Naturschutzfreunde Weesen e. V.
erreichten jedoch, dass das zuständige Energieversorgungsunternehmen „SVO“ das Gebäude zur weiteren Nutzung und Betreuung an ihren Verein übergab. Mit Unterstützung der Gemeinde Hermannsburg wurde es restauriert und dient nun Fledermäusen und Eulenvögeln als Quartier.

### Treppenspeicher im Eichenhain
Im Dorfzentrum wurde 1992 neben dem Feuerwehrhaus ein historischer Treppenspeicher im Rahmen des Dorferneuerungsprogramms in erheblicher Eigenleistung des Vereins und Dank weiterer Helfer aus Weesen errichtet. Das Dachgeschoss wurde als Vereinsraum für Sitzungen ausgebaut.

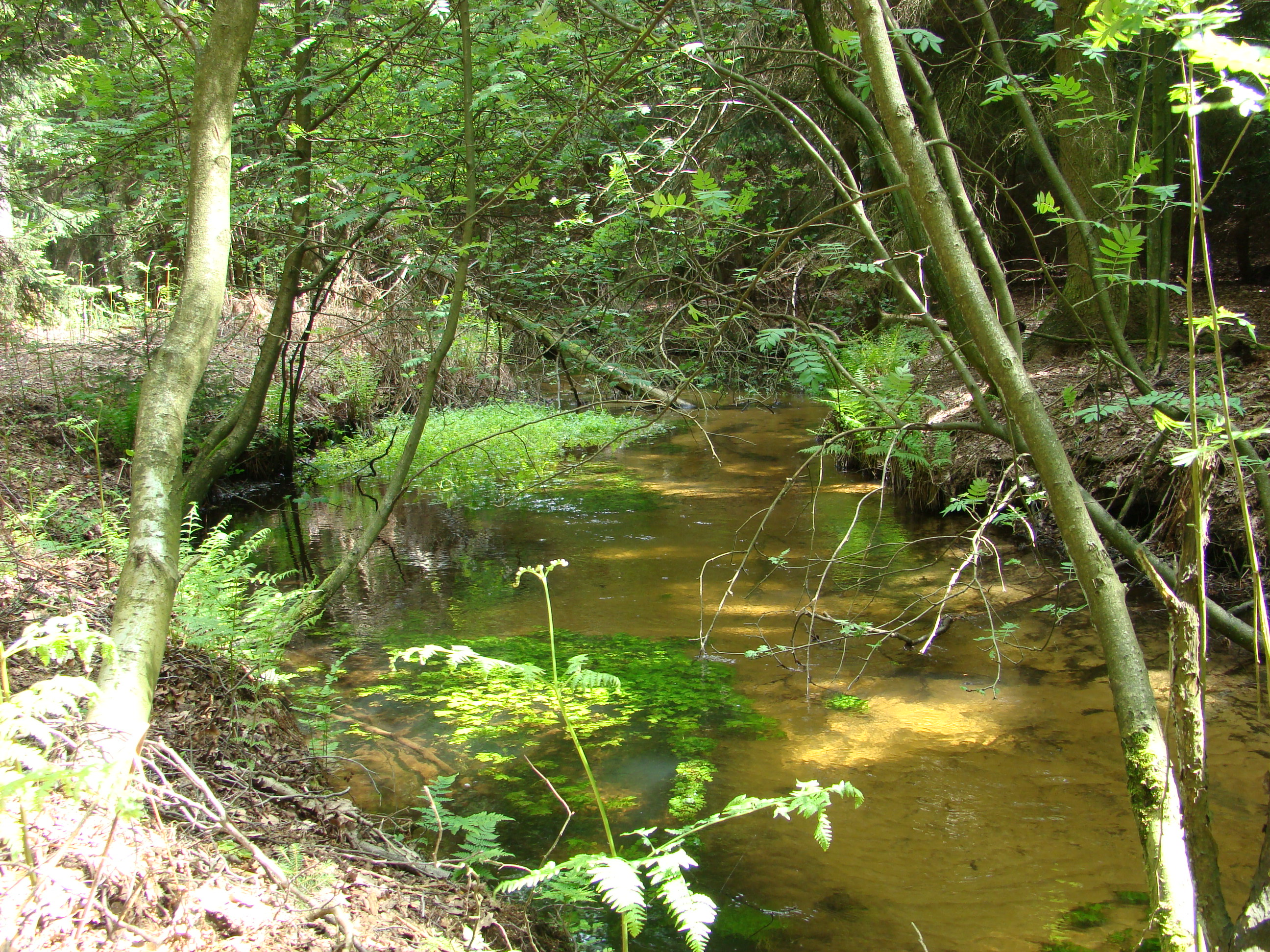
Der Weesener Bach zwischen Lutterloh und Weesen
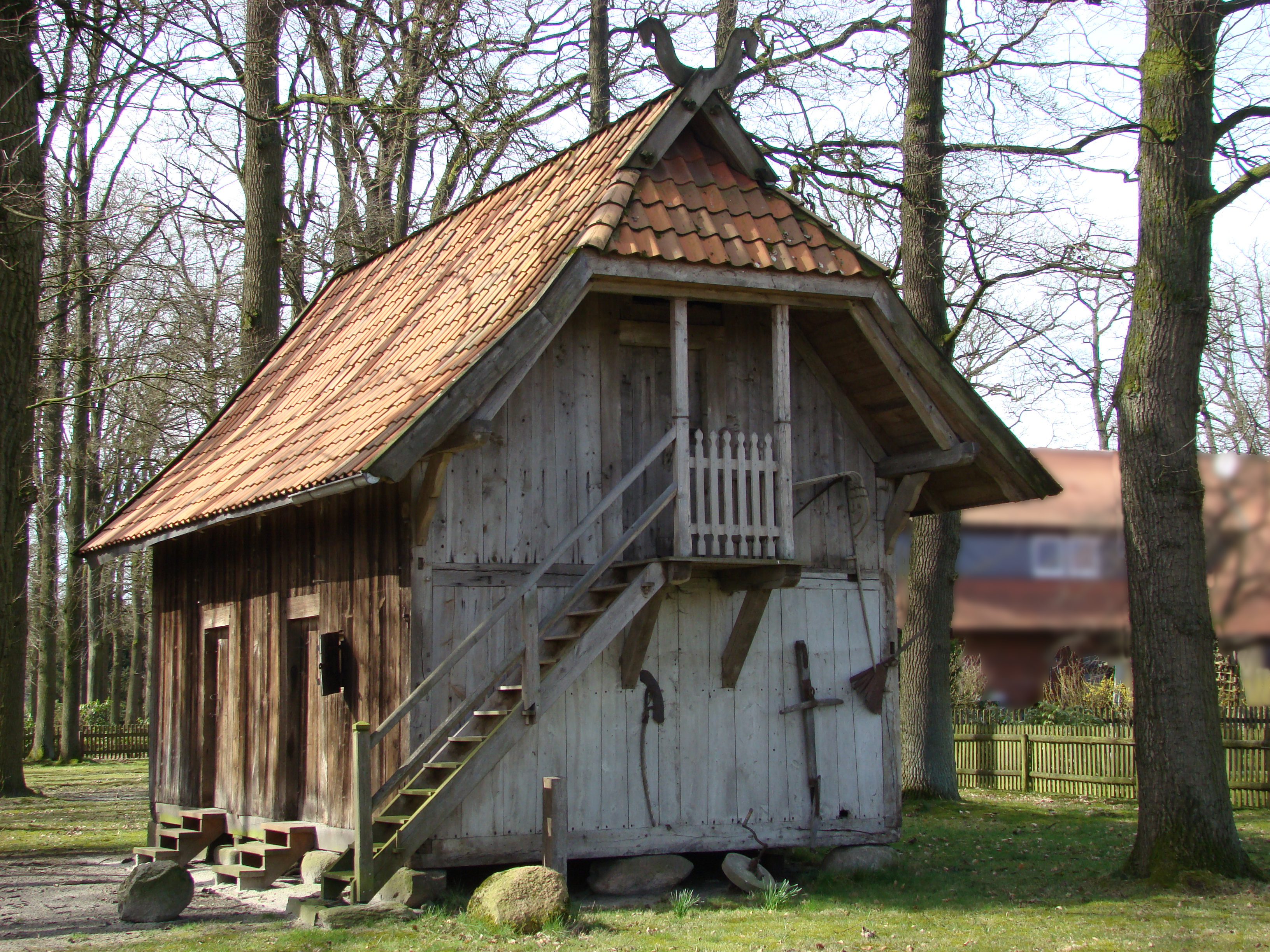
Treppenspeicher von 1808
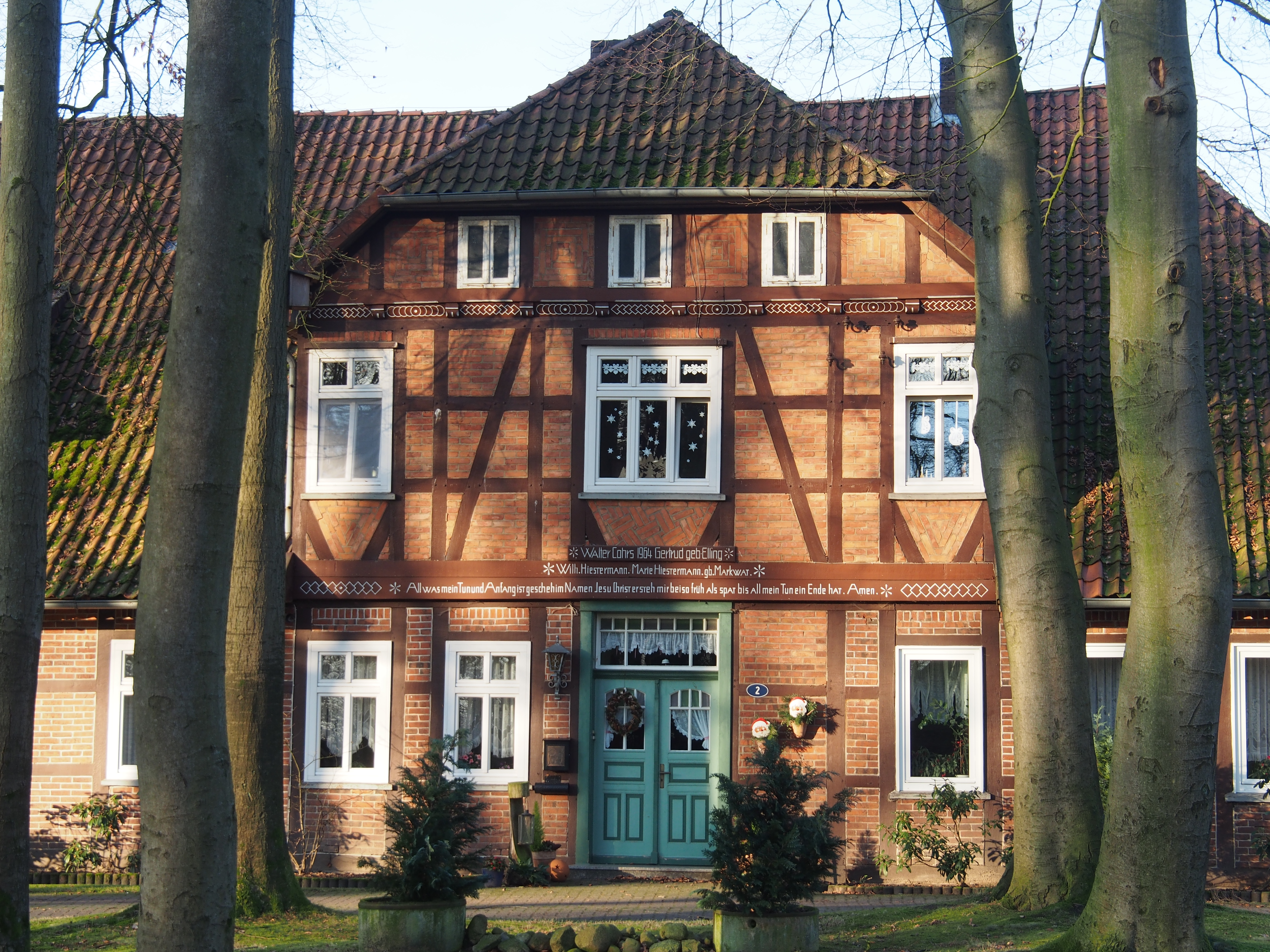
Fachwerk-Bauernhaus

## Baudenkmäler
- Baudenkmale in Weesen